# Ablemma sedgwicki
Espèce
Ablemma sedgwicki est une espèce d'araignées aranéomorphes de la famille des Tetrablemmidae.

## Distribution
Cette espèce est endémique du Sarawak en Malaisie,.

## Description
Le mâle holotype mesure 0,88 mm.

## Étymologie
Cette espèce est nommée en l'honneur de Walter C. Sedgwick.

## Publication originale
- Shear, 1978 : Taxonomic notes on the armored spiders of the families Tetrablemmidae and Pacullidae. American Museum novitates, no 2650, p. 1-46 (texte intégral).